# DOWN TOWN MYSTERY
『DOWN TOWN MYSTERY』（ダウン・タウン・ミステリー）は、1986オメガトライブからカルロス・トシキ&オメガトライブに改名後発売された、初のシングル及びアルバムである。本記事では、シングルとアルバムの双方を扱う。

## 解説
「1986オメガトライブ」から黒川照家が脱退した後、3人となった「カルロス・トシキ&オメガトライブ」としての初の楽曲となった。両A面扱いとなっており、同じ曲のミックスを変えた「“DAYLIGHT” VERSION」と「“NIGHT TIME” VERSION」が収録されている。同じ楽曲を全く異なるバージョンで同時に発売するのは、本作品が日本で初めてといわれている。
「“NIGHT TIME” VERSION」は、1986時代の楽曲のレコーディング・ミキシングエンジニアを担当してきた清水邦彦が、「“DAYLIGHT” VERSION」は今作品で新たに起用された内沼映二が行なった。この二つのバージョンを発表しようと企画したのは所属事務所社長でもありプロデューサーの藤田浩一であり、ミキシングに使用したレコードスタジオも別々にするなどの念の入れようだった。
尚、このシングルを発売前に黒川はバンドを脱退し、アルバムに記載されているメンバーのクレジットには黒川の名前は明記されていない。このシングル及びアルバムのレコーディングは、1987年3月11日-1988年1月19日に行なわれており、同時に行なわれた1986名義で行なわれた4回目のコンサートツアー（1987年9月より開始）には、黒川はメンバーの一人として参加している。このツアーは1988年1月31日にて終了する予定であったが、カルロスの体調不良により1987年11月下旬の4公演が1988年3月に振り替えられ、そのうちシングル発売前に行なわれた1988年3月4日岩手県民会館公演（1987年11月20日の振替公演）にも黒川は参加している。その5日後にシングルが発売され、黒川脱退の発表がなされることとなった。尚、シングル発売後の残りの振替3公演は黒川は参加していない。上記により、レコーディング日程とツアー日程が重なっていることから、黒川が本作品に参加している可能性も考えられるが、アルバムのクレジットには参加しているミュージシャンの表記がメンバー3人とゲストコーラス以外は明記されていないため、この作品に黒川が参加しているかどうかは不明となっている。
黒川は脱退後音楽活動から退いていたが、2008年頃から活動を再開した。

## シングル 「DOWN TOWN MYSTERY」

### 解説
- カルロス・トシキ&オメガトライブとしては初、1986オメガトライブから数えると通算6枚目のシングルである。
- A面に“DAYLIGHT”VERSION、B面に“NIGHT TIME”VERSIONが収録されている。シングルバージョンは、エンディングがフェードアウトして終了する。この曲に、タイアップは付いていない。また前2作で発売されていたシングルカセットは、本作では発売されていない。
- 後に発売されたアルバムやベスト盤等では、小文字を用いて「Down Town Mystery」と表記される場合がある。
- 1991年3月16日に日清パワーステーションで行われた最後のライブで一番後に演奏されたのがこの曲であり、現在までバンドとして最後に演奏された曲となっている。最後のライブで度重なるアンコールの後、カルロスより「もう演奏できる曲が無い」と言われたにもかかわらず観客は一向に帰る気配を見せなかったため、演奏予定では無かったこの曲を演奏することとなった。
- この曲もプロモーションビデオも製作された。このプロモーションビデオでは、カルロスと女性モデルが同じ場所にいる場面が2ヶ所だけ映っている（傘を差した2人がすれ違った後に女性モデルがカルロスの方を振り返る場面と、女性モデルが歩いているところを高い所からカルロスが見下ろしている場面）。尚、カルロスと女性が同時に一つの画面に映っているのはこの曲のPVのみであり、メンバー全員と女性モデルが出演している「時はかげろう」でもカルロスと女性も出るが、一緒には映ることは無かった。またこの曲の女性モデルの衣装は元々2種類用意されていたが、一つ目の衣装はあまりにも透けていて、またもう一つの衣装は身体の線が出過ぎる、ということで、2つの衣装を急遽アレンジして使用された。
- テレビCMも製作され、シングルのCMではデイライト・バージョン、アルバムのCMではナイトタイム・バージョンが使用されている。またアルバムのCMは、後日発売されたボックスセットのDVDに収録された。

### 収録曲
- 全作詞：売野雅勇、作曲：和泉常寛、編曲：新川博

1. DOWN TOWN MYSTERY (“DAYLIGHT”VERSION)
2. DOWN TOWN MYSTERY (“NIGHT TIME”VERSION)

## アルバム 「DOWN TOWN MYSTERY」

### 解説
- カルロス・トシキ&オメガトライブとしては初、1986オメガトライブから数えると通算3枚目のオリジナルアルバムである。作曲は全曲和泉常寛が担当している。
- アナログ盤とCDは“NIGHT TIME” VERSION、カセットは“DAYLIGHT” VERSIONが収録されている。また“DAYLIGHT”VERSIONは『1986 OMEGA TRIBE CARLOS TOSHIKI&OMEGA TRIBE COMPLETE BOX "Our Graduation"』にて初CD化された（“DAYLIGHT” VERSION単体としては発売されていないが、iTunes Storeでは単体で購入が可能である）。
- 本作品では、後にメンバーとなるジョイ・マッコイがゲストコーラスとして参加している。またメンバーのオリジナル作品は、本アルバムには収録されていない。
- 1991年にオメガトライブがWEA JAPAN（現在はワーナーミュージック・ジャパンに統合）に移籍した際、同社から再発売された。
- レコーディングクレジットのスペシャル・サンクスの欄に「Koji Kikkawa」とあるが、今回ミックスを担当した清水邦彦や内沼映二等のエンジニアが多数所属する会社「ミキサーズ・ラボ」の一員であった吉川浩司の事であり、ミュージシャンである吉川晃司とは同姓同名の別人である。

### 収録曲
- アナログ盤とカセットでは、1-5曲目がA面、6-9曲目がB面となっている。

「Down Town Mystery」と「Matenro Island」はメドレー形式となっていたため、2曲はつながった状態で収録されている。
- 全作曲: 和泉常寛、編曲: 新川博（特記以外）

1. Emmy Angel
  - 作詞: 田口俊、編曲: 船山基紀
2. Call Back Again
  - 作詞: 青木景子、編曲: 船山基紀
3. Sky Surfer
  - 作詞: 売野雅勇
4. Dream
  - 作詞: 田口俊
5. Slow Boat to Moonlight
  - 作詞: 売野雅勇
6. Down Town Mystery
  - 作詞: 売野雅勇
7. Matenro Island
  - 作詞: 田口俊

タイトルにある「Matenro」は、摩天楼のことである。
8. Stay Girl Stay Pure
  - 作詞: 売野雅勇
9. The Last Love Song
  - 作詞: 田口俊